# Pickrell (Nebraska)
Pickrell es una villa ubicada en el condado de Gage en el estado estadounidense de Nebraska. En el Censo de 2010 tenía una población de 199 habitantes y una densidad poblacional de 718,08 personas por km².

## Geografía
Pickrell se encuentra ubicada en las coordenadas 40°22′42″N 96°43′45″O / 40.37833, -96.72917. Según la Oficina del Censo de los Estados Unidos, Pickrell tiene una superficie total de 0.28 km², de la cual 0.28 km² corresponden a tierra firme y (0%) 0 km² es agua.

## Demografía
Según el censo de 2010, había 199 personas residiendo en Pickrell. La densidad de población era de 718,08 hab./km². De los 199 habitantes, Pickrell estaba compuesto por el 96.98% blancos, el 0% eran afroamericanos, el 1.01% eran amerindios, el 0.5% eran asiáticos, el 0% eran isleños del Pacífico, el 0% eran de otras razas y el 1.51% pertenecían a dos o más razas. Del total de la población el 2.51% eran hispanos o latinos de cualquier raza.